# Ulvemose (Solrød Kommune)
 For alternative betydninger, se Ulvemose. (Se også artikler, som begynder med Ulvemose)
Ulvemose er et ejerlav i den vestlige del af Havdrup Sogn, som i dag er fuldstændig domineret af stationsbyen Havdrup. Oprindelig var Ulvemose en del af Havdrup Ejerlav, men omkring 1870, da Roskilde-Køge-Masnedsund jernbanen (den nuværende jernbane Lille Syd) blev anlagt i den vestlige del af ejerlavet og der blev bygget en station i den efterhånden udtørrede og nu forsvundne Ulvemose ved husmandsbebyggelsen Ulvemose Huse, blev Ulvemose Ejerlav udskilt fra Havdrup Ejerlav. Efterhånden udviklede Ulvemose Huse sig til den nuværende stationsby Havdrup, men selv på et kort fra 1897 hedder stationsbyen stadig Ulvemose Huse.